# Pleasant Plain, Iowa
Pleasant Plain là một thành phố thuộc quận Jefferson, tiểu bang Iowa, Hoa Kỳ. Năm 2010, dân số của thành phố này là 93 người.

## Dân số
Dân số qua các năm:
- Năm 2000: 131 người.
- Năm 2010: 93 người.